# Seznam vrcholů v Mikulovské vrchovině

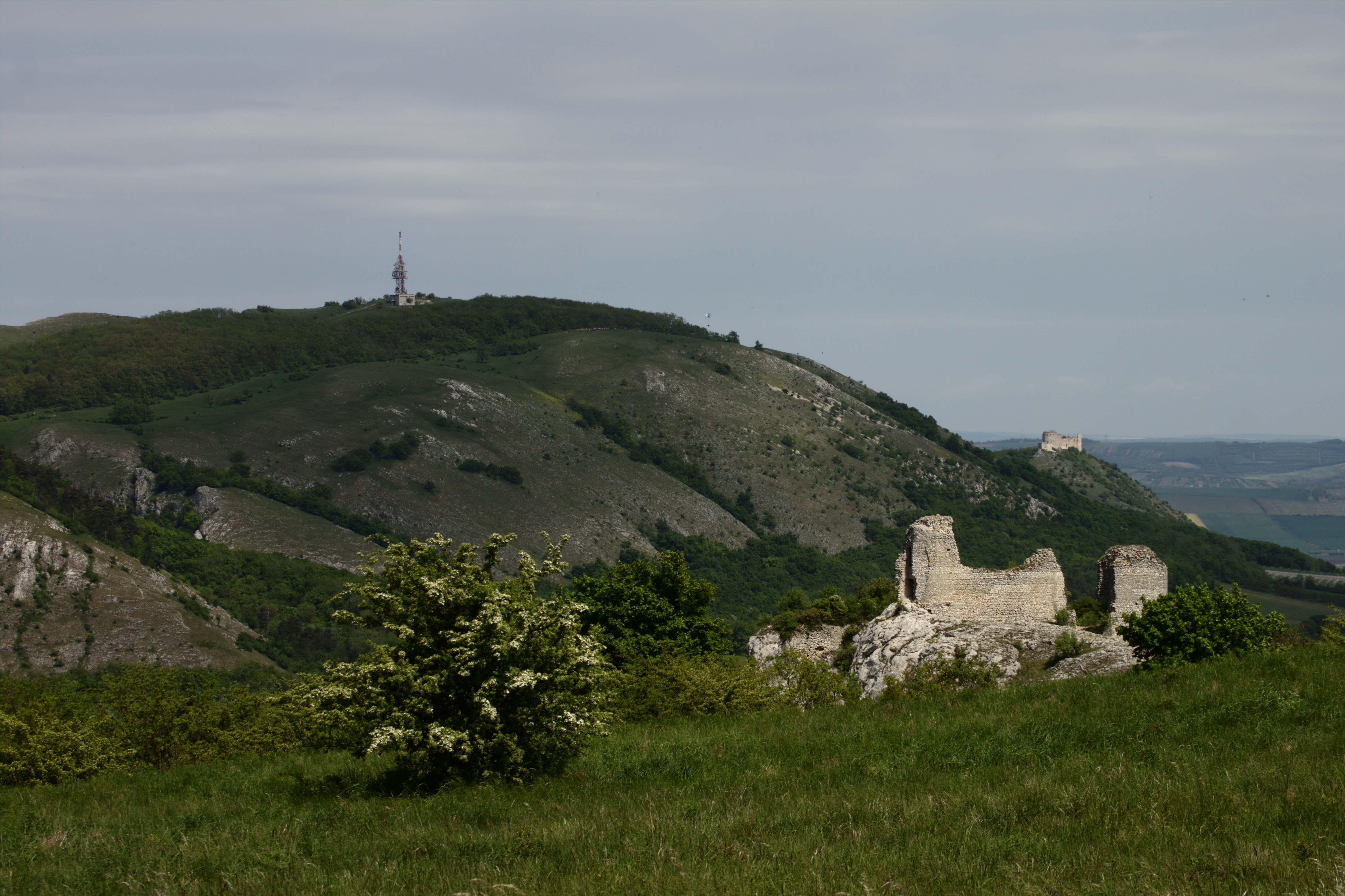
Děvín (550 m)

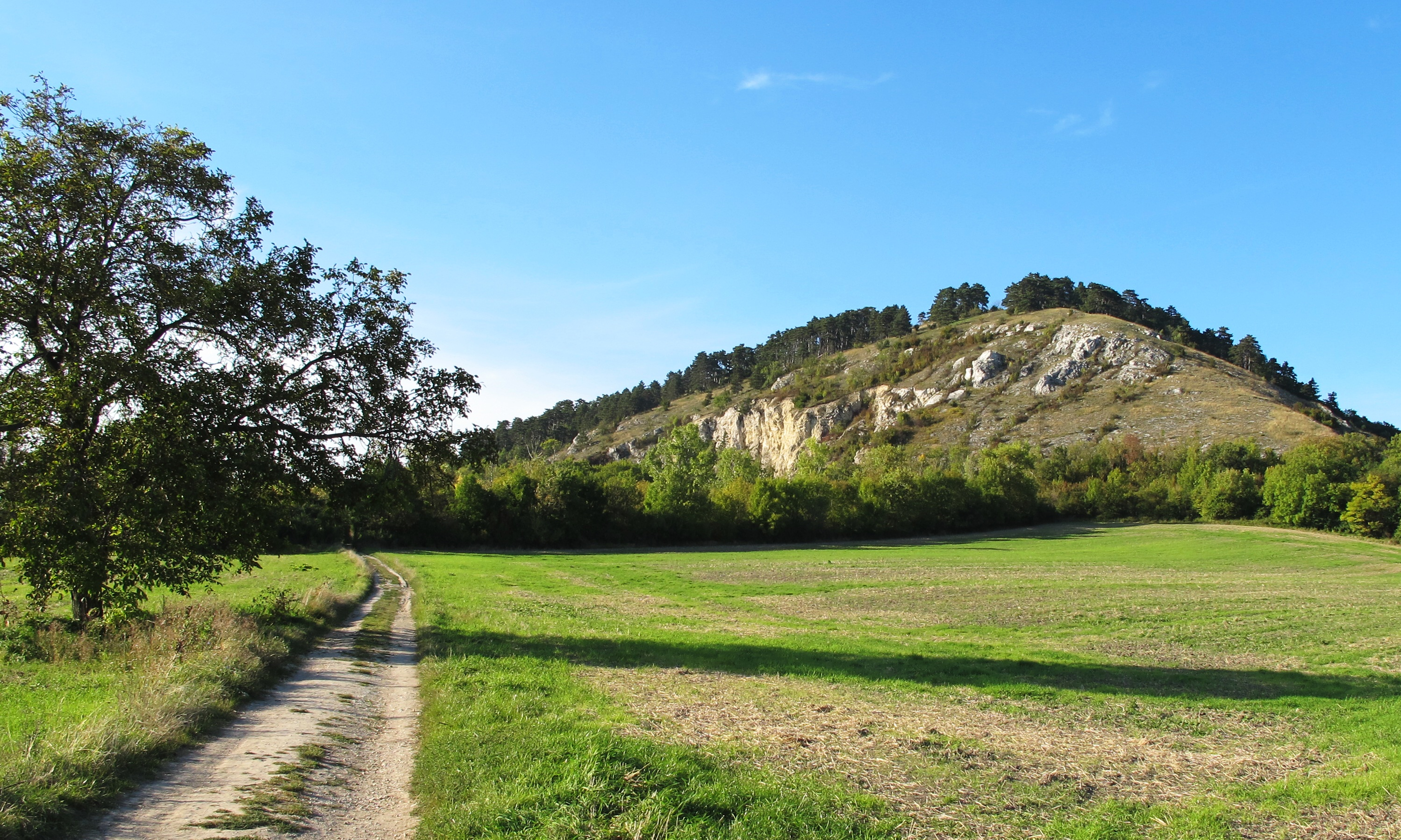
Pálava (462 m)

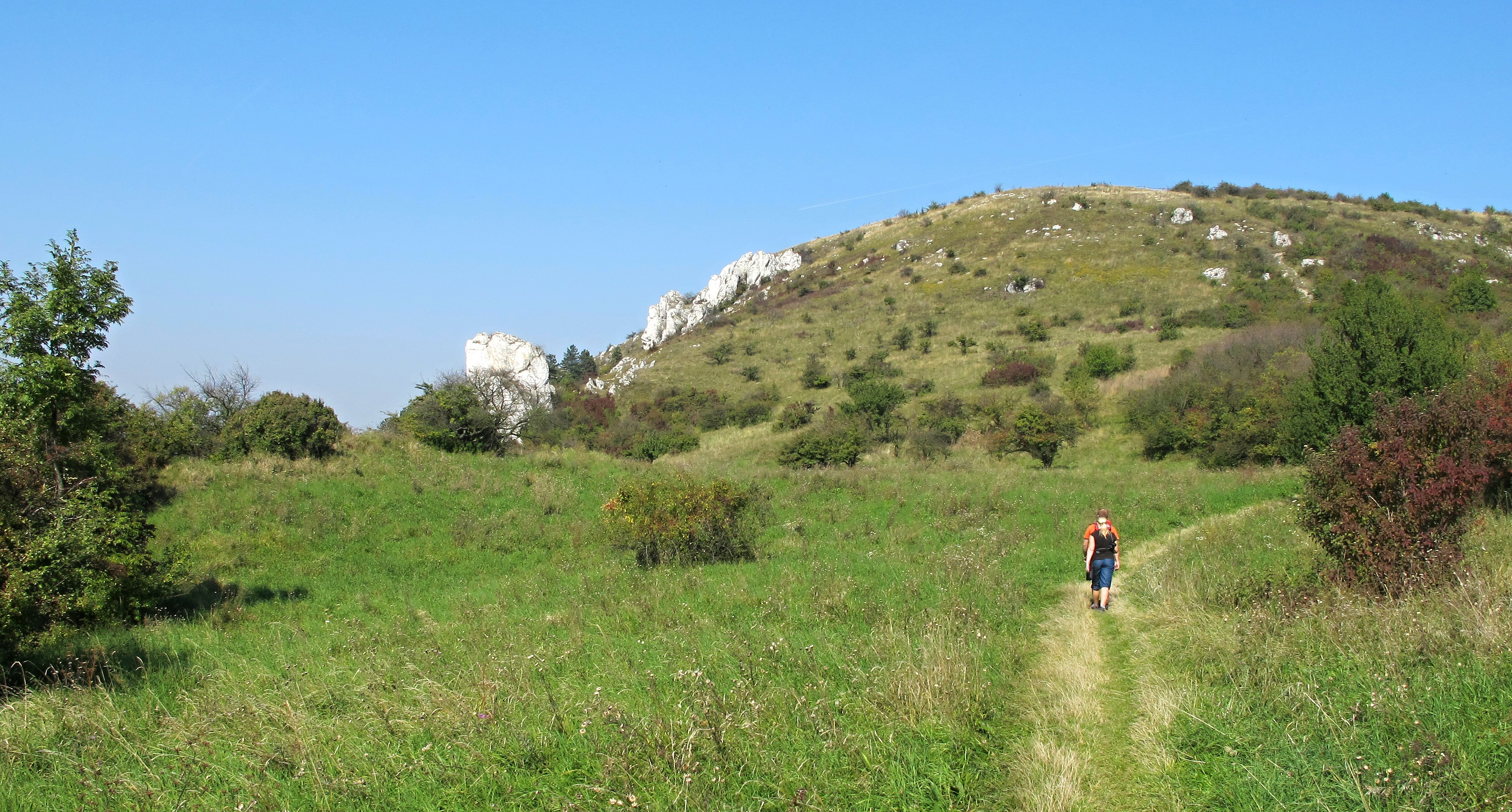
Stolová hora (459 m)

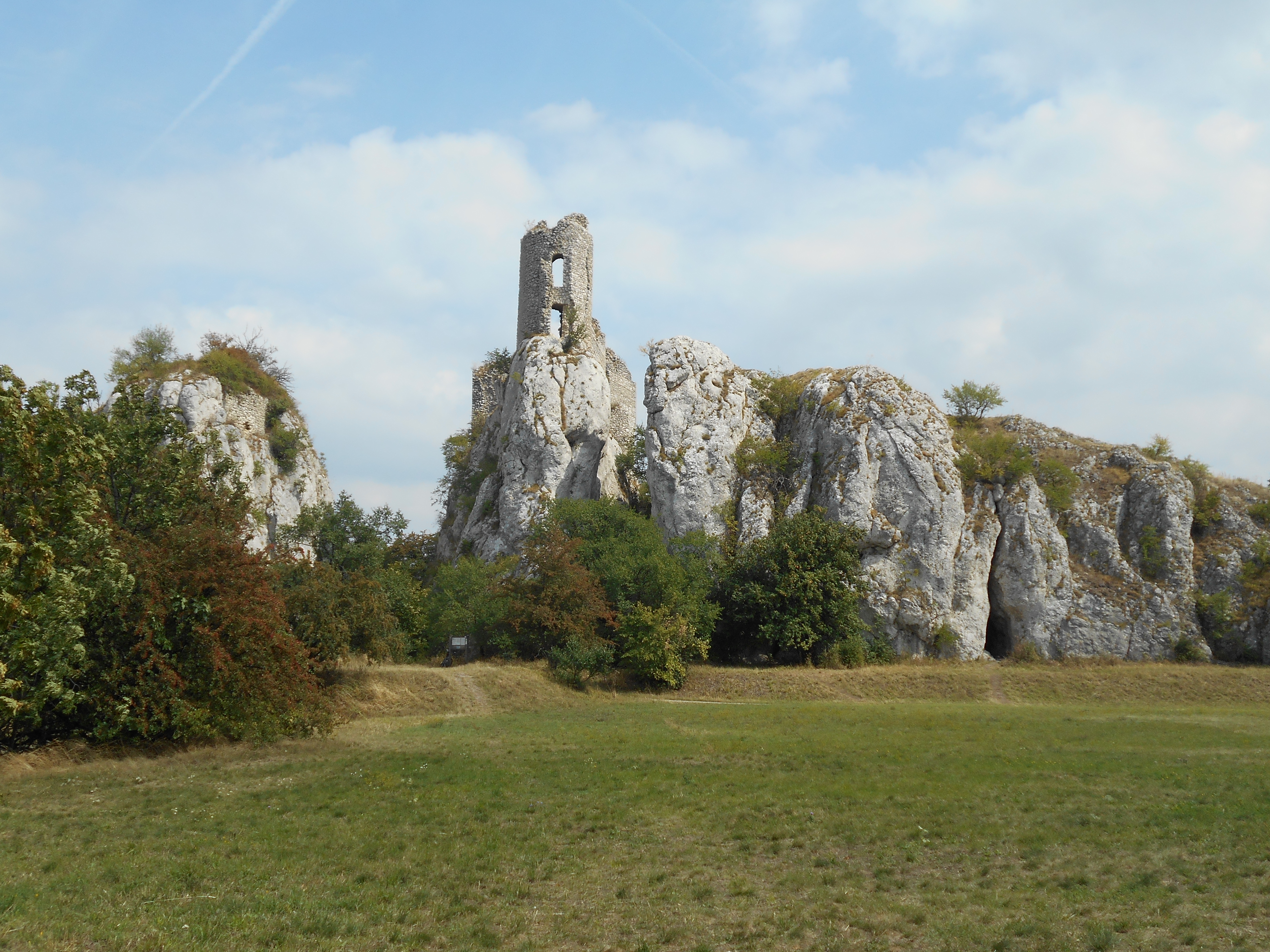
Sirotčí hrádek (433 m)

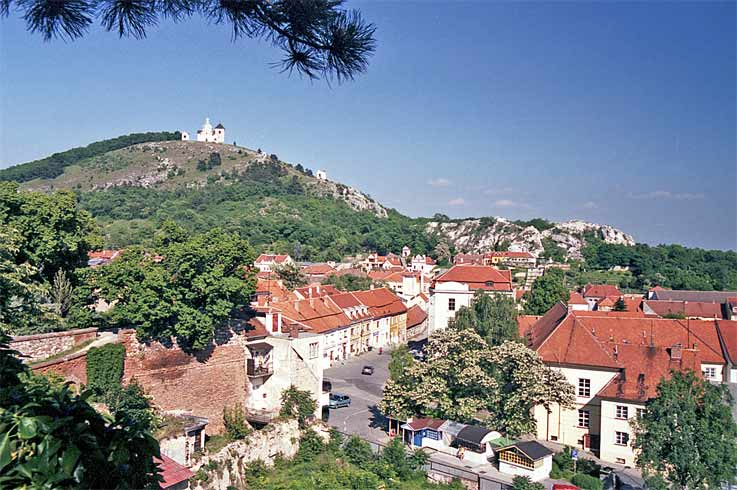
Svatý kopeček (363 m)

Seznam vrcholů v Mikulovské vrchovině zahrnuje pojmenované vrcholy na území tohoto geomorfologického celku. Seznam vychází z údajů dostupných na stránkách Mapy.cz a v Geoprohlížeči Zeměměřického úřadu.

## Seznam vrcholů podle výšky
Seznam vrcholů podle výšky obsahuje všechny pojmenované vrcholy. Většina z nich se nachází v západním podcelku Pavlovské vrchy, včetně nejvyššího Děvína (550 m n. m.), menšina pak v Milovické pahorkatině.
| #   | Vrchol          | Výška m n. m. | Souřadnice                       | Podcelek              | Přístup                                           |
| --- | --------------- | ------------- | -------------------------------- | --------------------- | ------------------------------------------------- |
| 1.  | Děvín           | 550           | 48°52′10″ s. š., 16°38′59″ v. d. | Pavlovské vrchy       | zelená turistická značka                          |
| 2.  | Obora           | 483           | 48°51′49″ s. š., 16°38′17″ v. d. | Pavlovské vrchy       | neznačeno                                         |
| 3.  | Pálava          | 462           | 48°51′31″ s. š., 16°38′29″ v. d. | Pavlovské vrchy       | neznačeno                                         |
| 4.  | Stolová hora    | 459           | 48°50′26″ s. š., 16°38′15″ v. d. | Pavlovské vrchy       | červená turistická značka                         |
| 5.  | Sirotčí hrádek  | 433           | 48°50′44″ s. š., 16°38′27″ v. d. | Pavlovské vrchy       | červená turistická značka                         |
| 6.  | Děvičky         | 428           | 48°52′33″ s. š., 16°39′43″ v. d. | Pavlovské vrchy       | červená turistická značka                         |
| 7.  | Turold          | 385           | 48°49′06″ s. š., 16°38′24″ v. d. | Pavlovské vrchy       | neznačeno                                         |
| 8.  | Svatý kopeček   | 363           | 48°48′25″ s. š., 16°38′53″ v. d. | Pavlovské vrchy       | modrá turistická značka · žlutá turistická značka |
| 9.  | Kočičí skála    | 362           | 48°49′33″ s. š., 16°38′32″ v. d. | Pavlovské vrchy       | červená turistická značka                         |
| 10. | Kočičí kámen    | 352           | 48°49′52″ s. š., 16°38′18″ v. d. | Pavlovské vrchy       | neznačeno                                         |
| 11. | Stará hora      | 351           | 48°49′53″ s. š., 16°39′32″ v. d. | Milovická pahorkatina | neznačeno                                         |
| 12. | Pulgarská stráň | 327           | 48°49′07″ s. š., 16°42′10″ v. d. | Milovická pahorkatina | neznačeno                                         |
| 13. | Vysoký roh      | 310           | 48°48′00″ s. š., 16°41′59″ v. d. | Milovická pahorkatina | neznačeno                                         |
| 14. | Liščí vrch      | 238           | 48°47′30″ s. š., 16°41′34″ v. d. | Milovická pahorkatina | neznačeno                                         |
| 15. | Růžový kopec    | 298           | 48°49′18″ s. š., 16°37′25″ v. d. | Pavlovské vrchy       | neznačeno                                         |
| 16. | Špičák          | 297           | 48°50′33″ s. š., 16°42′02″ v. d. | Milovická pahorkatina | neznačeno                                         |
| 17. | Anenský vrch    | 268           | 48°49′32″ s. š., 16°37′05″ v. d. | Pavlovské vrchy       | neznačeno                                         |
| 18. | Brněnský kopec  | 268           | 48°51′15″ s. š., 16°41′04″ v. d. | Milovická pahorkatina | neznačeno                                         |
| 19. | Šibeničník      | 238           | 48°47′22″ s. š., 16°37′49″ v. d. | Pavlovské vrchy       | neznačeno                                         |
| 20. | Kóta            | 216           | 48°46′59″ s. š., 16°37′10″ v. d. | Pavlovské vrchy       | neznačeno                                         |

## Seznam vrcholů podle prominence
Seznam vrcholů podle prominence obsahuje všechny hory a kopce s prominencí (relativní výškou) nad 100 metrů, bez ohledu na nadmořskou výšku. Takové jsou v nevelké Mikulovské vrchovině jen dvě, nejvyšší Děvín (prominence 348 metrů) a Stolová hora (133 metrů). Děvín je navíc 8. nejizolovanější českou horou - nejbližší vyšší horou je téměř 50 km vzdálená Proklest v Drahanské vrchovině.
| #  | Vrchol       | Výška m n. m. | Promi- nence | Izolace (km)    | Souřadnice                       | Podcelek        | Přístup                   |
| -- | ------------ | ------------- | ------------ | --------------- | -------------------------------- | --------------- | ------------------------- |
| 1. | Děvín        | 0550          | 348          | 49,3 → Proklest | 48°52′10″ s. š., 16°38′59″ v. d. | Pavlovské vrchy | zelená turistická značka  |
| 2. | Stolová hora | 0459          | 133          | 02,0 → Pálava   | 48°50′26″ s. š., 16°38′15″ v. d. | Pavlovské vrchy | červená turistická značka |